# Trần Quang Huy (nhạc sĩ)
Trần Quang Huy (1938-2009), là nhạc sĩ của Việt Nam. Ông là hội viên Hội Âm nhạc Thành phố Hồ Chí Minh và Hội Nhạc sĩ Việt Nam.

## Tiểu sử và sự nghiệp

### Tiểu sử
- Nhạc sĩ Trần Quang Huy sinh ngày 17/7/1938 tại Sài Gòn, thuở nhỏ học trường Đồ Chiểu (Gia Định).

### Sự nghiệp
- Năm 1946, ông theo gia đình trở về nguyên quán huyện An Hải[1], Hải Phòng[2].
- Năm 1961, ông học lớp chuyên tu nhạc họa tại Trường Lý luận nghiệp vụ - Bộ Văn Hóa (nay là Trường Đại học Văn hóa Hà Nội).
- Ông sống với vợ sinh năm 1972 từng là học trò của ông và có 1 con trai duy nhất cho đến nay.
- Năm ⁰⁰1970, sau khi tốt nghiệp Trường Âm nhạc Việt Nam (nay là Học viên Âm nhạc quốc gia Việt Nam) ngành sáng tác và chỉ huy dàn nhạc, nhạc sĩ từng tham gia Đoàn văn công Tây nguyên (1971), góp mặt trong Đội văn nghệ xung kích đi chiến trường Bình Trị Thiên (1972).
- Năm 1973, nhạc sĩ trở ra Bắc làm giảng viên âm nhạc tại Trường Nghệ thuật Tây Bắc (tỉnh Hòa Bình)
- Từ năm 1974 ông là cán bộ nghiên cứu âm nhạc thuộc Viện Âm nhạc Việt Nam.
- Từ năm 1977 ông quyết định về công tác tại Phân viện Nghiên cứu âm nhạc Thành phố Hồ Chí Minh, từ tháng 9 năm 1984 là biên tập viên âm nhạc Đài truyền hình Thành phố Hồ Chí Minh đến năm 1998.[2]

## Cuối đời
Sau khi quyết định về hưu, ông sống tại phường Tam Phú, Thành phố Hồ Chí Minh, tại đây ông tích cực tham gia các hoạt động cộng đồng tại địa phương và sống rất giản dị, chan hòa với dân làng, chòm xóm. Ông lại khá kín tiếng, và gần như không có bất kỳ một bài viết, đánh giá hay thể hiện quan điểm nào, ông cũng khá hạn chế tiếp xúc trực tiếp với báo chí, trên thực tế những năm cuối đời Trần Quang Huy đã hoàn toàn không còn can thiệp, tham gia vào bất cứ series khác nữa và các năm tiếp theo.
Ông qua đời khi đang điều trị tại Bệnh viện Thủ Đức, Thành phố Hồ Chí Minh lúc 0 giờ 10 phút ngày 2/4/2009 sau một cơn đột quỵ quái ác.

## Cống hiến
Với gia tài hơn 100 ca khúc, nhạc sĩ Trần Quang Huy được nhiều người biết đến qua các nhạc phẩm trữ tình:
- Tình biển.
- Vũng Tàu biển hát
- Ngõ vắng xôn xao (từng được các ca sĩ nổi tiếng thể hiện như Bảo Yến, Lam Trường, Thu Minh, Đàm Vĩnh Hưng, Quang Dũng...)
- Phù sa nồng nàn.
- Nhạc reo mơ Hà Nội.
- Một nửa mùa đông.
- Mưa hoàng hôn.
- Em về suối mơ.
- 30 năm tình cũ
- Hững hờ
- Vương vấn mùa xuân
- Em có nghe mùa thu
- Du xuân í a
- Củ Chi đất thép thành đồng.
- Một thoáng Đà Lạt.

Nhạc sĩ Trần Quang Huy cũng nổi tiếng với mảng ca khúc viết dành cho thiếu nhi, như:
- Bông hồng tặng Cô
- Ngày Tết đến rồi
- Ngày Tết ngày Xuân
- Em mong nhiều Tết
- Thầy tôi
- Em nhớ Tây Nguyên (sáng tác chung với nhạc sĩ Văn Tấn)
- Hoa Ban vào lớp
- Mưa chồi xuân,
- Má cưng bé xíu
- Cánh hoa màu nắng
- Múa ca hòa bình
- Vần thơ quê em,...

Ngoài lĩnh vực sáng tác ca khúc, nhạc sĩ Trần Quang Huy còn là tác giả của nhiều công trình khoa học và nghệ thuật như: 
- Hát ru - tính khoa học và nghệ thuật,
- Khảo cứu dân ca Chăm,
- Nói thơ Bạc Liêu,
- Tính nhân bản trong dân ca H’rê…